# Деон Готто
Деон Готто (англ. Deon Hotto, нар. 29 жовтня 1991, Свакопмунд) — намібійський футболіст, півзахисник клубу «Бідвест Вітс».

## Клубна кар'єра
Народився 29 жовтня 1991 року в місті Свакопмунд. Вихованець футбольної школи клубу «Блу Бойз».
У дорослому футболі дебютував 2011 року виступами за команду клубу «Блу Бойз», в якій провів один сезон. 
Своєю грою за цю команду привернув увагу представників тренерського штабу клубу «Африкан Старз», до складу якого приєднався 2012 року. Відіграв за команду з Віндгука наступні два сезони своєї ігрової кар'єри.
У 2014 році уклав контракт з клубом «Голден Ерроуз», у складі якого провів наступні два роки своєї кар'єри гравця.  Більшість часу, проведеного у складі «Голден Ерроуз», був основним гравцем команди.
З 2016 року два сезони захищав кольори команди клубу «Блумфонтейн Селтік». Граючи у складі «Блумфонтейн Селтіка» також здебільшого виходив на поле в основному складі команди.
До складу клубу «Бідвест Вітс» приєднався 2018 року. Станом на 12 червня 2019 року відіграв за команду з Йоганнесбурга 29 матчів в національному чемпіонаті.

## Виступи за збірну
У 2013 році дебютував в офіційних матчах у складі національної збірної Намібії.
У складі збірної був учасником Кубка африканських націй 2019 року в Єгипті.